# Oton II.
Oton II. (njemački: Otto II.) (* 955.; † 7. prosinca 983. u Rimu)
saski vojvoda i rimsko-njemački car  (973. -  983.)
Sin cara Otona I. i Adelaide (Adele) Burgundske.

## Prijestolonasljednik i suvladar
Otona II. je otac u svibnju 961. pripremajući drugi pohod na Italiju dao izabrati i u Aachenu okruniti za sukralja. Tada mu je i formalno dao za vrijeme svoga odsustva u Italiji u upravu područje države sjeverno od Alpa. Ali kako je Oton II. tada imao samo sedam godina stvarno su upravljali njegov stric Bruno, nadbiskup Kölna i njegov polubrat Wilhelm, nadbiskup Mainza.
25. prosinca 967. Otona je papa Ivan XIII. u Rimu u nazočnosti njegova oca okrunio za sucara. Oton I. je time i definitivno osigurao da njegov sin zavlada poslije njega. Otac ga je sada nakanio vjenčati s bizantskom princezom kako bi time još više podigao ugled i prestiž svoje dinastije. Nakon sukoba i rata s Bizantom Oton II. se 972. vjenčao s bizantskom princezom Theofano, nećakinjom cara Ivana Cimiska. 

## Dolazak na vlast i ustanak uBavarskoj
Nakon smrti oca 973. Oton II. stupio je na prijestolje. 974. protiv cara se pobunio njegov bratić bavarski vojvoda Henrik II. Svadljivi kome su se uz mnoge velikaše pridružili i češki knez Boleslav II. (967. – 999.) i poljski knez Mješko I. (960. – 992.). Car je 976. ugušio pobunu, a Henrik Svadljivi je pobjegao u Češku.
Stalne pobune u Bavarskoj natjerale su Otona da njeno prostrano područje podijeli. Tako je osnovao posebno Karantansko vojvodstvo koje je obuhvaćalo Karantansku marku (na srednjoj Muri), Štajersku marku (na Dravi oko Ptuja), Kranjsku marku (na gornjoj Savi), Veronsku ili Furlansku marku te Istarsku marku. Car je nadalje osnovao Istočnu marku (kasniju Austriju) kojoj je na čelo postavio Leopolda iz grofovske obitelji Babenberg i marku Nordgau koja je obuhvaćala područje od Nürnberga do češke granice. Vojvodom ostalog dijela nekadašnje velike Bavarske postao je carev nećak Oton Švapski. 
Važne vojne uspjehe postigao je Oton II. suzbivši pokušaj danskog kralja Haralda Modrozubog da provali u Sasku i pokušaj francuskog kralja Lotara da zauzme Lotaringiju.

## Vojni pohod na Italiju i smrt
Oton II. krenuo je zatim 980. u vojni pohod na Italiju. Iako je u sjevernoj Italiji postigao vojne uspjehe, a u Rimu postavio za papu svoga izabranika, kojega je rimska aristokracija protjerala, ipak nije uspio u južnoj Italiji ni pokoriti langobardsko vojvodstvo niti odande protjerati Saracene.
Ti neuspjesi ohrabrili su careve neprijatelje i u Italiji i u Njemačkoj, a Polapski su Slaveni (Slaveni naseljeni oko rijeke Labe) digli opći ustanak protiv njemačke vlasti. U pripremama da najprije nadvlada teškoće u Italiji Oton II. se razbolio i umro u Rimu 7. prosinca 983. u 28. godini života. Naslijedio ga je nedorasli sin Oton III.

## Djeca
Oton II. i bizantska princeza Theofano imali su četvero djece: 
- Adelaida (977. – 1032.), opatica u Quedlinburgu;
- Sofija (978. – 1039.), opatica Bad Gandersheimu i Essenu;
- Matilda (979. – 1024.);
- Oton III. (980. – 1002.), car.